# Микитюк Богдан Володимирович
Богда́н Володи́мирович Микитю́к — лейтенант Збройних сил України, учасник російсько-української війни.

## З життєпису
2014 року закінчив Національну академію сухопутних військ імені гетьмана Петра Сагайдачного за спеціальністю «Управління діями підрозділів артилерії».

## Нагороди
За особисту мужність і героїзм, виявлені у захисті державного суверенітету та територіальної цілісності України, вірність військовій присязі під час російсько-української війни
- нагороджений орденом Богдана Хмельницького III ступеня (26.2.2015).